# Waarom? (Xander de Buisonjé)
Waarom? is een nummer van de Nederlandse zanger Xander de Buisonjé uit 2005. Het is de eerste single van zijn tweede soloalbum Succes.
"Waarom?" is een Nederpopnummer dat gaat over een man die zijn ideale vrouw steeds maar niet lijkt te kunnen vinden. Het nummer werd een kleine hit in Nederland, waar het de 35e positie bereikte.

## Tracklijst
- Cd-single

1. "Waarom?" – 3:51
2. "Waarom?" (akoestische mix) – 3:53